# Cumbres del Guadalfeo
Cumbres del Guadalfeo (spanisch für Gipfel des Guadalfeo) ist ein andalusisches Weinbaugebiet am oberen Flusslauf des Río Guadalfeo im nordöstlichen Hinterland der Costa Tropical der Provinz Granada. Im europäischen System der Herkunftsbezeichnungen hat es den Status einer geschützten geografischen Angabe (kurz g.g.A.; spanisch Indicación Geográfica Protegida, kurz IGP), was im traditionellen spanischen System einem Landwein (spanisch Vino de la Tierra, kurz VdlT) entspricht.

## Weine
Es dürfen Roséweine, Rotweine und Weißweine produziert werden. Dabei sind auch höhere Restzuckergehalte zulässig. Die zugelassenen weißen Rebsorten sind Montua, Chardonnay, Sauvignon Blanc, Moscatel de Alejandría, Moscatel de grano menudo, Jaén Blanca, Pedro Ximénez, Vijiriego, Perruno, Viognier und Baladí Verdejo (eigentlich Synonym für Jaén Blanca). Bei den rotes Sorten sind Garnacha Tinta, Tempranillo, Cabernet Sauvignon, Cabernet Franc, Merlot, Pinot Noir, Syrah und Petit Verdot zugelassen.

## Region
Angebaut und verarbeitet werden darf der Wein für die Herkunftsbezeichnung ausschließlich in den Gemeinden Albondón, Albuñol, Almegíjar, Cádiar, Cástaras, Lobras, Murtas, Polopos, Rubite, Sorvilán, Torvizcón, Turón und Ugíjar der Provinz Granada.
Das Gebiet überschneidet sich mit dem Gebiet des Weinbaugebiets Granada, für dessen Weine jedoch andere Kriterien gelten, sodass der Anbau und die Verarbeitung über die Herkunftsbezeichnung auf der Flasche entscheiden. Von insgesamt 47 Hektar des Weinbaugebiets Cumbres del Guadalfeo sind 27 Hektar sowohl für die Herkunftsbezeichnung Granada als auch für die Herkunftsbezeichnung Cumbres del Guadalfeo registriert.
Der Bereich der Mündung des Guadalfeo gehört zum Weinbaugebiet Laderas del Genil.